# Pygommatius vultus
Pygommatius vultus là một loài ruồi trong họ Asilidae. Pygommatius vultus được Scarbrough & Marascia miêu tả năm 2003.